# Malá vodní elektrárna Čeňkova pila
Malá vodní elektrárna Čeňkova pila byla postavena v roce 1912 na řece Vydře několik desítek metrů po proudu od původní pily. Elektrárna využívá prodlouženého náhonu Čeňkovy pily.
Od roku 1995 je elektrárna kulturní památkou.